# Campionati europei di 470 2024
I Campionati europei di 470 2024 si sono svolti a Cannes, in Francia, dal 7 al 12 maggio 2024.

## Podi
| Evento    | Oro                              | Argento                              | Bronzo                                 |
| 470 Misto | Spagna Jordi Xammar Nora Brugman | Portogallo Diogo Costa Carolina João | Francia Jérémie Mion Camille Lecointre |

## Medagliere
| Posiz. | Nazione    | Oro | Argento | Bronzo | Totale |
| ------ | ---------- | --- | ------- | ------ | ------ |
| 1      | Spagna     | 1   | 0       | 0      | 1      |
| 2      | Portogallo | 0   | 1       | 0      | 1      |
| 3      | Francia    | 0   | 0       | 1      | 1      |
| Totale | Totale     | 2   | 2       | 2      | 6      |